# Agrius alicea
Agrius alicea är en fjärilsart som beskrevs av Neub. 1899. Agrius alicea ingår i släktet Agrius och familjen svärmare. Inga underarter finns listade i Catalogue of Life.